# Berbezit
Berbezit – miejscowość i gmina we Francji, w regionie Owernia-Rodan-Alpy, w departamencie Górna Loara.
Według danych na rok 1990 gminę zamieszkiwały 83 osoby, a gęstość zaludnienia wynosiła 8 osób/km² (wśród 1310 gmin Owernii Berbezit plasuje się na 757. miejscu pod względem liczby ludności, natomiast pod względem powierzchni na miejscu 798.).